# Rhapis siamensis
Rhapis siamensis är en enhjärtbladig växtart som beskrevs av Donald R. Hodel. Rhapis siamensis ingår i släktet Rhapis och familjen Arecaceae. Inga underarter finns listade i Catalogue of Life.